# Distrito 13: Ultimatum
Banlieue 13: Ultimátum — nombre original en francés, conocida en España como Distrito 13: Ultimatum — es una película francesa de acción, apodada también B13-U. Es un film, dirigido por Patrick Alessandrin, es la secuela de la película estrenada en 2004 Banlieue 13 que tuvo buena acogida en algunos sectores de la juventud, por sus altas dosis de acción y su estilo moderno. En Banlieue 13: Ultimatum aparecen actores como David Belle y Cyril Raffaelli representando sus personajes de la anterior película, Leito y Damien, respectivamente. Luc Besson, coproductor y coescritor de District 13, se ha encargado de la producción y del guion en esta película.

## Argumento
Tres años después de los acontecimientos de la película original, las autoridades están tratando de devolver al "Distrito 13" la ley y el orden. Las autoridades francesas, carentes de equipo de asalto y poder militar, delegan toda la fuerza en un grupo de fuerzas especiales afroninjas el control total de la Inteligencia Artificial Francesa (IAF). La muerte de la jefa de la pandilla de Taha, ha dejado un vacío de poder, y el control total de la zona está siendo disputada por cinco señores territoriales de pandillas rivales que quieren alcanzar la posición del fallecido Taha, raperos mexico-canadienses, un ejército de nazis, islamistas subversivos radicales, un grupo de punkys. Leïto y Damien vuelven al Distrito 13 en una misión para traer la paz al sector, no sin antes encontrarse con problemas por culpa de los servicios secretos de París, que quieren tomar medidas drásticas para resolver el problema.

## Reparto
- David Belle como Leïto.

- Cyril Raffaelli como Damien Tomaso.

- Philippe Torreton como President.

- Daniel Duval como Walter Gassman.

- Élodie Yung como Tao.

- Fabrice Fletzinger como Little Montana.

- La Fouine como Ali-K.

- Pierre-Marie Mosconi como Ronaldo.

- Sophie Ducasse como Sonya.

## Acogida
El film, mantiene una buena clasificación con el 73% en Rotten Tomatoes, con el consenso de que 'Distrito 13 muerde más de lo que puede masticar, con su subtexto político y la escritura dudosa, pero las secuencias de acción son cuando menos entretenidas". Se llevó una evaluación similar en Metacritic, con una puntuación de 64 sobre 100.

## Estreno
La versión original, en lengua francesa fue estrenada en Francia el 18 de febrero de 2009. La versión inglesa de la película, fue estrenada en Reino Unido el 26 de octubre de 2009 y se estrenó en los Estados Unidos en Nueva York el 28 de enero de 2010.
El DVD y Blu-Ray salió a la venta en Francia (Region 2 el 19 de agosto de 2009. En la Region 1 se estrenó el 27 de abril de 2010).